# 西平镇 (微山县)
西平乡，是中华人民共和国山東省济宁市微山县下辖的一个乡镇级行政单位。

## 行政区划
西平乡下辖以下地区：
东明村、西平村、六营村、庞庄村、孙庄村、杨堂北村和杨堂南村。